# 张九节
张九节（7世纪—？），唐朝将领。
万岁通天元年（696年）七月，叛将原营州契丹松漠都督李尽忠以妻兄原归诚州刺史孙万荣为前锋略地，军队达到数万，进围檀州，衔枚夜袭，被清边前军副总管张九节募数百死士击退逃到山中。
李尽忠死后，孙万荣继承其势力。二年（697年）六月，孙万荣因兵败率轻骑数千向东逃跑时，前军总管张九节在路上设下三路伏兵截击，孙万荣势穷被奴仆斩杀，其余众都投降突厥。张九节将孙万荣的首级送到东都。